# NGC 5943
NGC 5943 (другие обозначения — UGC 9870, MCG 7-32-16, ZWG 222.16, NPM1G +42.0416, PGC 55242) — линзообразная галактика (S0) в созвездии Волопас.
Этот объект входит в число перечисленных в оригинальной редакции «Нового общего каталога».